# خط طول 49° غرب
خط طول 49° غرب هو أحد خطوط الطول الجغرافية، والتي تمتد من القطب الشمالي الجغرافي إلى القطب الجنوبي الجغرافي، وحسب التحويل الزمني يتأخر خط طول 49° غرب عن خط غرينتش بـ3 ساعات و16 دقيقة.

## من القطب إلى القطب
ينطلق خط طول 49° غرب من القطب الشمالي نحو القطب الجنوبي مرورا بالمناطق التي ترد في الجدول التالي:
| الإحداثيات                         | البلد أو الإقليم أو البحر | ملاحظات |
| ---------------------------------- | ------------------------- | --- |
| 90°0′N 49°0′W / 90.000°N 49.000°W  | المحيط المتجمد الشمالي    | |
| 83°40′N 49°0′W / 83.667°N 49.000°W | بحر لنكولن                | |
| 82°26′N 49°0′W / 82.433°N 49.000°W | جرينلاند                  | |
| 61°24′N 49°0′W / 61.400°N 49.000°W | المحيط الأطلسي            | |
| 0°8′S 49°0′W / 0.133°S 49.000°W    | البرازيل                  | بارا — ماراجو island and the mainland توكانتينس — from 6°46′S 49°0′W / 6.767°S 49.000°W غوياس — from 12°45′S 49°0′W / 12.750°S 49.000°W ميناس جرايس — from 18°21′S 49°0′W / 18.350°S 49.000°W ساو باولو (ولاية) — from 20°9′S 49°0′W / 20.150°S 49.000°W بارانا (ولاية) — from 24°40′S 49°0′W / 24.667°S 49.000°W سانتا كاتارينا — from 26°1′S 49°0′W / 26.017°S 49.000°W |
| 28°41′S 49°0′W / 28.683°S 49.000°W | المحيط الأطلسي            | |
| 60°0′S 49°0′W / 60.000°S 49.000°W  | المحيط الجنوبي            | |
| 77°20′S 49°0′W / 77.333°S 49.000°W | القارة القطبية الجنوبية   | المطالب الإقليمية بالقارة القطبية الجنوبية by both الأرجنتين (المقاطعة الأرجنتينية بالقارة القطبية الجنوبية) and المملكة المتحدة (المقاطعة البريطانية بالقارة القطبية الجنوبية) |